# Andrés de Mena y Zamudio
Andrés de Mena y Zamudio de las Infantas (Lima, 1715 - ?), noble criollo y funcionario colonial en el Virreinato del Perú, III Marqués de Villablanca y IV Marqués de Villar del Tajo. Familiar del Tribunal de la Inquisición.

## Biografía
Hijo legítimo de Juan Antonio de Mena Caballero, nacido en Lima, caballero de Santiago, magistrado de la Audiencia limeña (1708-1722), que extendió poder para testar en 13 de mayo de 1721, y de María Teresa de Zamudio y Castro, nacida en Lima (hija legítima a su vez de Martín Zamudio de las Infantas, que testó en 14 de diciembre de 1734. Bajo escritura de recibo de dote por la suma de 61.042 p, extendida en Trujillo en 6 de noviembre de 1737, casó con Micaela Roldán y Cabero, nacida en Trujillo, hija legítima de Juan Esteban Roldán de Castilla, Caballero de Santiago, y de Josefa de los Santos y Moncada. Ella testó en 13 de noviembre de 1772. Contador y Receptor General de la Avería del Mar del Sur (23 de junio de 1753). De la administración de esta exacción salió deudor al Fisco por la cantidad de 61.000 p, y hubo necesidad de concursar sus bienes para enjugar la responsabilidad.
En 10 de octubre de 1737 recibió como legítima de sus padres la cantidad de 9.125 p, y el mismo día, de partida para asumir el Corregimiento de Huamalíes (Huánuco), adquiere 300 mulas por la suma de 6.000 pesos. En 18 de junio de 1740 compró, por 34.000 p, la hacienda de pan llevar Matalechuzas (valle de Huatica), con un área de 51 fanegas, dotada con diez esclavos y una almazara.